# IC 4870
IC 4870 (również PGC 63432) – galaktyka nieregularna znajdująca się w gwiazdozbiorze Pawia, w odległości około 28 milionów lat świetlnych od Ziemi. Jest to galaktyka z aktywnym jądrem.
Odkrył ją DeLisle Stewart we wrześniu 1900 roku.